# Wolfratshauser Hütte
Die Wolfratshauser Hütte ist eine Schutzhütte der Sektion Wolfratshausen des Deutschen Alpenvereins in den Lechtaler Alpen in Tirol in Österreich.

## Geschichte
Die Hütte wurde 1921 errichtet und am 2. Oktober feierlich eröffnet. Bereits ab dem Folgejahr erfolgte die Bewirtschaftung der Hütte durch die Ehefrau eines Lermooser Gastwirt und erste Erweiterungen (Winterraum) wurden durchgeführt. Durch die inzwischen angezogene Inflation kostete dieser Anbau viermal so viel wie der komplette Hüttenbau zwei Jahre zuvor.
Während des Zweiten Weltkrieges kam der Alpin-Tourismus zum Erliegen und auch nach 1945 verfiel die inzwischen unbewirtschaftete und nicht beaufsichtigte Hütte durch bestehende Reisebeschränkungen und wirtschaftliche Engpässe zunächst zusehends, bis 1953 mit der Sanierung des Gebäudes begonnen werden konnte. Der in der Folgezeit wieder einsetzende Besucherstrom machte bereits 1961 eine Erweiterung der Hütte notwendig. 1964 folgte die Inbetriebnahme der Materialseilbahn und 1968–1970 zusätzliche bauliche Erweiterungen.
1998/99 wurde die Hütte auf Druck der Bezirkshauptmannschaft in Reutte an das Lermooser Abwassernetz angeschlossen, gleichzeitig wurde zusammen mit dem Abwasserkanal eine Stromleitung ins Tal verlegt. Kurz darauf war erneut eine Generalsanierung des Gebäudes notwendig, da sich vor allem die Pächterwohnung, das Dach, die Sanitäranlagen und die Küche in desolatem Zustand befanden. Die Hütte blieb wegen der Bautätigkeit in der Sommersaison 2004 geschlossen.

## Lage
Die Wolfratshauser Hütte liegt auf 1753 m ü. A. nördlich des Grubigsteins auf einem Grasrücken.

## Zugänge
- von Lermoos (1004 m), 2½ Stunden
- von der Bergstation Grubigstein (2018 m), 30 Minuten

## Nachbarhütten und Übergänge
- zur Loreahütte über Grubigstein, Gartnerwand, Bichlbächler Jöchle und Östliches Kreuzjoch, 8½ Stunden, teilweise ausgesetzt.

## Gipfel
- Gartnerwand, 2376 m, markierter Steig, 2 Stunden
- Grubigstein, 2235 m, markierter Steig, gut 1 Stunde
- Bleispitze, 2225 m, markierter Steig, knapp 2 Stunden